# روبرت ليمان (مؤرخ)
روبرت ليمان (بالإنجليزية: Robert Lyman)‏ هو مؤرخ بريطاني، ولد في 13 يونيو 1963.